# State Centre for Football
Lo State Centre for Football, conosciuto anche come ServiceFM Stadium per motivi di sponsorizzazione, è uno stadio calcistico di Adelaide, in Australia meridionale.
Ospita le partite casalinghe dell'Adelaide Utd U21 e ha una capienza di 7 000 posti.

## Storia
Lo State Center for Football è stato completato nell'aprile 2022. La prima partita è stata disputata il 23, tra Adelaide Comets e FK FK Beograd, vinta 2-1 dai padroni di casa.
L'impianto è composto da due campi in artificiale e dal campo principale. Ha una capienza di 1.000 posti a sedere e una capienza totale di 7.000. Lo stadio ospita le partite di National Premier Leagues South 
Australia dell'Adelaide Utd U21 e della Coppa d'Australia ed è utilizzato per incontri di rilievo dalla Football South Australia.